# Grungecore
Grungecore je podžánr grungeové hudby, který více než z alternativního rocku či metalu vychází hardcore punku. Grungecore skladby hrála například skupina Nirvana, jmenovitě např. Endless Nameless či Tourette's.